# Ким Чжон Су
Ким Чжон Су (кор. 김정수, 7 июля 1981, Канвондо) — корейский скелетонист и бобслеист, разгоняющий, выступал за сборную Южной Кореи с 2006 года по 2011-й. Участник зимних Олимпийских игр в Ванкувере, победитель национального первенства, постоянный участник и призёр Кубков мира, Европы и Северной Америки, а также Межконтинентального кубка.

## Биография
Ким Чжон Су родился 7 июля 1981 года в провинции Канвондо. С детства увлекался спортом, но в профессиональный скелетон пришёл только в 2006 году, причём сразу же преодолел отбор в национальную сборную и стал принимать участие в крупнейших международных стартах. В частности, в ноябре дебютировал на этапе Кубка Европы в австрийском Иглсе и занял в мужском зачёте лишь сорок пятое место. Спортсмен быстро прогрессировал и спустя пару месяцев на этапе в немецком Винтерберге уже вошёл в десятку сильнейших. Во втором сезоне стал помимо скелетона выступать ещё и в бобслее разгоняющим, и порой эти выступления оказывались довольно успешными, так, на этапе североамериканского кубка в Парк-Сити с четвёркой он завоевал бронзовую медаль. В следующем году стабильно попадал в лучшую двадцатку, а несколько раз останавливался буквально в шаге от призовых позиций. Впервые побывал на взрослом чемпионате мира, на трассе немецкого Альтенберга с четвёркой финишировал двадцать вторым.
В ноябре 2008 года состоялся его дебют на Кубке мира, на этапе в Винтерберге с четвёркой кореец пришёл к финишу двадцать пятым. В феврале 2009 года Ким Чжон Су второй раз побывал на мировом первенстве, заезды проходили на трассе американского Лейк-Плэсида, и теперь с четвёркой он приехал к финишу двадцатым. В завершение сезона удачно выступил на североамериканском кубке, добавив в послужной список ещё одну бронзовую награду. Благодаря череде удачных выступлений удостоился права защищать честь страны на зимних Олимпийских играх 2010 года в Ванкувере, где в составе четырёхместного экипажа Кан Гван Бэ финишировал девятнадцатым. После этих заездов соревновался ещё в течение одного сезона, ездил на этапы Кубка Северной Америки, однако, ни разу не попав в десятку сильнейших, из-за высокой конкуренции в сборной вскоре вынужден был завершить карьеру профессионального спортсмена.